# Volnay (Costa d'Or)
Volnay és un municipi francès, situat al departament de la Costa d'Or i a la regió de Borgonya - Franc Comtat. L'any 2007 tenia 292 habitants.

## Demografia

### Població
El 2007 la població de fet de Volnay era de 292 persones. Hi havia 130 famílies, de les quals 36 eren unipersonals (16 homes vivint sols i 20 dones vivint soles), 51 parelles sense fills, 39 parelles amb fills i 4 famílies monoparentals amb fills.
La població ha evolucionat segons el següent gràfic:
Habitants censats

### Habitatges
El 2007 hi havia 165 habitatges, 130 eren l'habitatge principal de la família, 15 eren segones residències i 20 estaven desocupats. 161 eren cases i 2 eren apartaments. Dels 130 habitatges principals, 89 estaven ocupats pels seus propietaris, 21 estaven llogats i ocupats pels llogaters i 20 estaven cedits a títol gratuït; 6 tenien dues cambres, 6 en tenien tres, 43 en tenien quatre i 75 en tenien cinc o més. 87 habitatges disposaven pel capbaix d'una plaça de pàrquing. A 78 habitatges hi havia un automòbil i a 36 n'hi havia dos o més.

### Piràmide de població
La piràmide de població per edats i sexe el 2009 era:
| Homes | Edats   | Dones |
| ----- | ------- | ----- |
| 0     | 95 o +  | 0     |
| 0     | 90 a 94 | 0     |
| 4     | 85 a 89 | 8     |
| 0     | 80 a 84 | 0     |
| 12    | 75 a 79 | 4     |
| 12    | 70 a 74 | 8     |
| 8     | 65 a 69 | 16    |
| 12    | 60 a 64 | 8     |
| 0     | 55 a 59 | 8     |
| 12    | 50 a 54 | 4     |
| 16    | 45 a 49 | 8     |
| 4     | 40 a 44 | 16    |
| 4     | 35 a 39 | 12    |
| 8     | 30 a 34 | 4     |
| 20    | 25 a 29 | 8     |
| 8     | 20 a 24 | 8     |
| 16    | 15 a 19 | 4     |
| 12    | 10 a 14 | 0     |
| 8     | 5 a 9   | 12    |
| 16    | 0 a 4   | 12    |

## Economia
El 2007 la població en edat de treballar era de 170 persones, 131 eren actives i 39 eren inactives. De les 131 persones actives 123 estaven ocupades (71 homes i 52 dones) i 8 estaven aturades (5 homes i 3 dones). De les 39 persones inactives 17 estaven jubilades, 12 estaven estudiant i 10 estaven classificades com a «altres inactius».

### Ingressos
El 2009 a Volnay hi havia 131 unitats fiscals que integraven 291,5 persones, la mediana anual d'ingressos fiscals per persona era de 22.655 €.

### Activitats econòmiques
Dels 18 establiments que hi havia el 2007, 1 era d'una empresa alimentària, 1 d'una empresa de construcció, 7 d'empreses de comerç i reparació d'automòbils, 2 d'empreses d'hostatgeria i restauració, 3 d'empreses financeres i 4 d'empreses de serveis.
Dels 4 establiments de servei als particulars que hi havia el 2009, 1 era una oficina bancària, 1 fusteria i 2 restaurants.
L'únic establiment comercial que hi havia el 2009 era una fleca.
L'any 2000 a Volnay hi havia 60 explotacions agrícoles que ocupaven un total de 312 hectàrees.

## Equipaments sanitaris i escolars
El 2009 hi havia una escola maternal integrada dins d'un grup escolar amb les comunes properes formant una escola dispersa.

## Poblacions properes
El següent diagrama mostra les poblacions més properes.